# 에를리송 카이옹 지 소자 페헤이라
에를리송 카이옹 지 소자 페헤이라(포르투갈어: Herlison Caion de Sousa Ferreira, 1990년 10월 5일 ~ )은 짧게는 카이옹이라고도 불리는 브라질의 축구 선수이다. 현재 타이 리그1의 촌부리 FC 소속이다. 2009년 강원 FC에서 활약할 때엔, 까이용이라는 등록명을 사용했다. 2018년 대구 FC에 입단하여 대한민국 축구 리그로 돌아왔을 땐, 카이온이라는 등록명으로 활동하였다.

## 클럽 경력
전 소속팀인 브라질의 이라티 SC에서 강원 FC로 이적해 온 카이옹은 강원의 첫 브라질 선수이다. 그는 2009년 5월 5일에 열린 피스컵 코리아 2009 대회의 인천 유나이티드와의 데뷔전에서 박종진의 골을 도우며 첫 공격포인트를 기록하였다. 리그에서의 첫 경기는 2009년 7월 25일에 부산 아이파크와의 원정 경기에 후반 교체로 출전하였다. 2009시즌 마지막 경기인 제주 유나이티드와의 경기에서 데뷔골이자 결승골을 기록하였다.
2010 시즌 여름 이적시장 때 방출되었다.
2018 시즌을 앞두고 대구 FC에 입단하면서 K리그에 복귀했다. 그러나 대구에서는 5경기 출장에 그치면서 여름 이적시장을 통해 방출되었다.
2018년 여름 타이 리그1 네이비 FC에 입단하였다.

## 기록

### 클럽
2010년 7월 2일 기준
| 클럽    | 시즌 | 국내 리그 | 국내 리그 | 국내 컵대회 | 국내 컵대회 | 리그 컵대회 | 리그 컵대회 | 대륙 대회 | 대륙 대회 | 통산 | 통산 |
| 클럽    | 시즌 | 출장      | 득점      | 출장        | 득점        | 출장        | 득점        | 출장      | 득점      | 출장 | 득점 |
| ------- | ---- | --------- | --------- | ----------- | ----------- | ----------- | ----------- | --------- | --------- | ---- | ---- |
| 강원 FC | 2009 | 7         | 1         | 1           | 0           | 2           | 0           | -         | -         | 9    | 1    |
| 강원 FC | 2010 | 0         | 0         | 0           | 0           | 0           | 0           | -         | -         | 0    | 0    |
| 통산    | 통산 | 7         | 1         | 1           | 0           | 2           | 0           | -         | -         | 9    | 1    |